# 黃朝臣
黃朝臣（16世紀—1610年代），字惟敬，南直隸安慶府潛山縣人，明朝政治人物。

## 生平
黃朝臣是萬曆十九年（1591年）辛卯科應天鄉試第五十七名舉人，授海州學正，知州楊鳳以他賢明讓他徵收稅項，他顧念民困因此裁去羨餘，楊鳳亦被他的誠心感動，自行裁去其羨餘，後來他陞為麻城知縣，未赴任已去世，窮得無法殯葬，士民爭相籌集金錢助喪。

## 引用
1. 1 2  民國《潛山縣志·卷十三·人物志》：黃朝臣，字惟敬，舉人，文節公裔，官海州學正，守廉其賢，以徵科相屬，素稔民困悉裁羨餘，守歸感其誠亦自裁其餘，遷麻城知縣未赴卒 《安慶府志》，貧不能殯，士民爭為之賻。 舊志
2. ↑  民國《潛山縣志·卷十一·選舉志》：黃朝臣 字惟敬，萬曆辛卯科（舉人），任淮安府海州學正，陞湖廣麻城知縣，有傳